# Deylam
Deylam, eller Shahrestan-e Deylam (persiska: شهرستان ديلم), är en shahrestan, delprovins, i Iran. Den ligger i provinsen Bushehr, i den sydvästra delen av landet, och har kust mot Persiska viken. Administrativt centrum är staden Bandar-e Deylam.
Delprovinsen hade 34 828 invånare 2016.